# Doryopteris lomariacea
Doryopteris lomariacea là một loài thực vật có mạch trong họ Adiantaceae. Loài này được Kl. miêu tả khoa học đầu tiên năm 1847.